# Analisi ABC
L'analisi ABC è un termine utilizzato per indicare un tipo di analisi statistica utilizzato sovente in ambito aziendale e industriale, in particolare nella gestione dei materiali (magazzini e inventari).

## Tecnica
Questo tipo di analisi presuppone una suddivisione degli oggetti in esame in tre categorie, in modo da permettere di valutare in modo selezionato il loro impatto, definendo quali sono gli articoli critici su cui focalizzare l'attenzione.
Questa analisi postula altresì che gli oggetti in analisi siano valutati dal punto di vista quantitativo (numerosità) e di valore economico, e poi raggruppati in tre gruppi (A, B e C, dal più rilevante al meno rilevante).
È possibile costruire, come rappresentazione visiva dell'analisi stessa, un diagramma analogo al diagramma di Pareto. Per crearlo è sufficiente elencare gli articoli ordinandoli ad esempio in ordine decrescente in base al loro contributo marginale sul fatturato. Si calcola la frequenza relativa dei valori in ordinata (il fatturato nel nostro esempio, valore rapportato alla somma totale) e la frequenza relativa cumulata di ogni valore, sommando le frequenze relative dal valore più grande (quello dell'articolo con fatturato maggiore) fino a quello più piccolo. Si noterà probabilmente (ma non necessariamente) una distribuzione statistica che segue la legge di Pareto, e da una prima sommaria analisi si noterà che alcuni articoli hanno la maggiore influenza sul fatturato (e questi saranno catalogati come A).
Si potranno suddividere altre aree: oltre al settore A in corrispondenza di una frequenza cumulata dell'80% (cui probabilmente corrisponderà in ascissa un valore intorno al 20%, secondo appunto la legge di Pareto), avremo altri due settori con progressivamente minore incidenza, in genere secondo una tabella analoga alla seguente, che rappresenta - a titolo di esempio - il fatturato generato in relazione alla numerosità (scorte) degli articoli presenti in un magazzino:
| Fatturato generato | Classe | Descrizione                                                                       |
| ------------------ | ------ | --------------------------------------------------------------------------------- |
| 80 %               | A      | Elementi di importanza primaria con numerosità ca. 20% del totale                 |
| 15 %               | B      | Elementi di importanza secondaria con numerosità ca. 35% del totale               |
| 5 %                | C      | Elementi con scarso impatto sul fenomeno con numerosità intorno al 45% del totale |

Naturalmente la classe A è quella che merita maggior attenzione: genera maggior fatturato e dunque è necessario prevederne una buona scorta, tuttavia nel caso rimanesse invenduta i costi di gestione e di capitale sarebbero molto elevati. Classi B e C hanno incidenza e rilevanza gradualmente minore.
Il limite di questo esempio è che considerando il solo fatturato come indice potrebbero essere trascurati i valori di giacenza del magazzino, per cui è comune che a questa analisi sul fatturato generato ne venga incrociata un'altra sul valore delle scorte.
|             | Scorte A | Scorte B | Scorte C |
| ----------- | -------- | -------- | -------- |
| Fatturato A | 1        | 2        | 3        |
| Fatturato B | 4        | 5        | 6        |
| Fatturato C | 7        | 8        | 9        |

Nella diagonale 1-5-9 le scorte sono adeguate al fatturato, le caselle 3 e 7 indicano zone critiche (fatturato elevato e scorte basse, o viceversa). Le caselle 2, 4, 6 e 8 delineano minori criticità ma richiedono comunque attenzione.
L'analisi tramite curve ABC è applicata in vari ambiti dell'organizzazione del lavoro e nei processi decisionali, ad esempio:
- Commerciale: correlazione tra articoli e fatturato
- Acquisti: correlazione tra fornitori e valore ordini di acquisto in portafoglio
- Logistica: correlazione articoli-movimentazione (prelievi contabili in un anno) per ottimizzare il magazzino fisico e allocare nelle posizioni più accessibili i prodotti più utilizzati
- Produzione: correlazione tra cause di fermata e ore perse per fermo macchina, oppure correlazione tra prodotti finiti e monte ore sviluppato
- Magazzino: correlazione tra articoli e valore delle scorte

Una azienda con problemi di spazio in magazzino potrebbe ad esempio decidere di ridurre drasticamente gli articoli C nella tabella di esempio che essendo molto numerosi occupano molto spazio di magazzino in relazione al loro fatturato potenziale.